# Старійшина
Старійшина — старі і найдосвідченіші члени родів. Їх влада забезпечується життєвим досвідом, знанням традицій і звичаїв.
Старійшина керує господарським та соціальним життям роду, вирішує суперечки всередині роду.
При родовому ладі рада старійшин розглядала питання, що стосувалися всіх родових общин, які проживали поруч, або цілого племені. Він ладнав суперечки між родами, погоджував їх господарську та іншу спільну діяльність, обговорював питання, які згодом могли бути винесені на народне зібрання.
Після виникнення держави в Древніх Афінах рада старійшин перетворилася в Ареопаг, в Стародавньому Римі — в Сенат, в Стародавньому Ізраїлі — в Синедріон.
У багатьох сучасних народів старійшини родів продовжують відігравати значну роль (наприклад, старійшини тейпів у чеченців). У тюркських народів старійшини називаються аксакалами, тобто білобородими.